# 篠原猛
篠原 猛（しのはら たけし、1957年5月27日 - ）は、日本の実業家。
木村化工機企業株買占め劇以降、「乗っ取り屋」として注目されるようになる。下記経歴のとおり、春日電機の株式を買い集めて筆頭株主となって経営権を握り、その後の経緯が事件となった。

## 経歴
- 1978年4月 - 株式会社ソブリンを設立し、代表取締役に就任。
- 1988年12月 - 株式会社三田の常務取締役に就任。
- 1995年5月 - 株式会社ヌーベルの取締役に就任。
- 1999年10月 - オックス情報株式会社を設立し、代表取締役社長就任。
- 2004年4月 - 株式会社アインテスラを設立。
- 2005年12月 - オックス情報株式会社の代表取締役を退任。
- 2006年6月 - 木村化工機株式会社の発行済み株式22.33%を取得[2]。買収自体は失敗。
- 2008年1月 - 春日電機の発行済み株式約38％を保有し大株主になる。
- 2008年6月27日 - 春日電機の代表取締役社長就任。就任3日後にはアインテスラへの不正融資を繰り返す[3]。
- 2008年12月26日 - 春日電機の代表取締役及び取締役を辞任。不正な貸し付け（アインテスラに対して2億8000万円の貸付）、架空取引の疑い（無線クレジット決済端末の発注）などにより資金繰りが悪化したため[4]。
- 2009年4月 - 春日電機から会社法違反（特別背任）容疑で刑事告訴。
- 2009年6月12日 - 春日電機が会社更生法適用申請。
- 2011年1月12日 - 返済される見込みがないのに関連会社に5億5000万円を貸付け損害を与えたとして、会社法違反（特別背任）で逮捕[5]。